# 渡部升一
渡边昭一是日本英语学者、日本文化批评家之一。他以极端民族主义历史否定主义而闻名。 出生于山形县鹤冈市。毕业于索菲亚大学并获得硕士学位，1958年在明斯特大学完成博士学位。两卷自传讲述了他在德国的岁月，讲述了他这一时期的各种经历。回到母校，先后任讲师、助理教授、正教授，直至退休。他在同一所大学担任名誉教授直至去世。